# Rubiás de los Mixtos
Rubiás de los Mixtos (llamada oficialmente Santiago de Rubiás dos Mixtos) es una parroquia y un lugar español del municipio de Calvos de Randín, en la provincia de Orense, Galicia.

## Toponimia
La parroquia también es conocida por los nombres de Santiago de Rubiás de los Mixtos y Santiago de Rubiás dos Mistos.

## Organización territorial
La parroquia está formada por dos entidades de población:
- Rubiás
- Santiago

## Demografía

### Parroquia
| Gráfica de evolución demográfica de Rubiás de los Mixtos (parroquia) entre 2000 y 2022 |
|                                                                                        |
| Datos según el nomenclátor publicado por el INE.                                       |

### Lugar
| Gráfica de evolución demográfica de Rubiás (lugar) entre 2000 y 2022 |
|                                                                      |
| Datos según el nomenclátor publicado por el INE.                     |